# Premiul Satellite pentru cea mai bună coloană sonoră
Premiul Satellite pentru cea mai bună coloană sonoră este un premiu anual acordat de Academia Internațională de Presă

## Anii 1990
- 1996 - Gabriel Yared - The English Patient
  - Patrick Doyle - Hamlet
  - Danny Elfman - Mars Attacks!
  - Elliot Goldenthal - Michael Collins
  - Daniel Lanois - Sling Blade

- 1997 - James Horner - Titanic
  - John Williams - Amistad
  - David Newman - Anastasia
  - Jerry Goldsmith - L.A. Confidential
  - Mike Figgis - One Night Stand

- 1998 - Hans Zimmer - The Thin Red Line
  - Rachel Portman - Beloved
  - Gabriel Yared - City of Angels
  - Randy Newman - Pleasantville
  - John Williams - Saving Private Ryan

- 1999 - Danny Elfman - Sleeping Hollow
  - Ennio Morricone - The Legend of 1900
  - John Corigliano - The Red Violin
  - James Newton Howard - Snow Falling on Cedars
  - Bill Conti - The Thomas Crown Affair

## Anii 2000
- 2000 - Hans Zimmer - Gladiator
  - Rachel Portman - The Legend of Bagger Vance
  - Ennio Morricone - Malèna
  - Danny Elfman - Proof in Life
  - Cliff Martinez - Traffic

- 2001 - Craig Armstrong - Moulin Rouge!
  - James Horner - A Beautiful Mind
  - Hans Zimmer - Hannibal
  - Rolfe Kent - Legally Blonde
  - Harry Gregson-Williams - Spy Game

- 2002 - Elliot Goldenthal - Frida
  - Liz Gallacher - 24 Hour Party People
  - Terence Blanchard - 25th Hour
  - Damon Gough - About a Boy
  - Craig Wedren - Roger Dodger

- 2003 - Hans Zimmer - The Last Samurai
  - Gabriel Yared - Cold Mountain
  - Thomas Newman - Finding Nemo
  - Howard Shore - The Lord of the Rings: The Return of the King
  - James Horner - The Missing
  - Randy Newman - Seabiscuit

- 2004 - John Swihart - Napoleon Dynamite
  - Mick Jagger, John Powell and David A. Stewart - Alfie
  - Howard Shore - The Aviator
  - Jan A.P. Kaczmarek - Finding Neverland
  - Michael Giacchino - The Incredibles
  - Danny Elfman - Spider-Man 2

- 2005 - Harry Gregson-Williams - Kingdom of Heaven
  - Gustavo Santaolalla - Brokeback Mountain
  - Alberto Iglesias - The Constant Gardener
  - Danny Elfman - Corpse Bride
  - John Williams - Memoirs of a Geisha
  - Robert Rodriguez - Sin City

- 2006 - Gustavo Santaolalla - Babel
  - Nathan Jonhson - Brick
  - Hans Zimmer - The Da Vinci Code
  - Clint Eastwood - Flags of Our Fathers
  - Gabriel Yared - The Lives of Others
  - Philip Glass - Notes on a Scandal

- 2007 - Alberto Iglesias - The Kite Runner
  - Nick Cave - The Assassination of Jesse James by the Coward Robert Ford
  - Dario Marianelli - Atonement
  - Howard Shore - Eastern Promises
  - James Newton Howard - The Lookout
  - Michael Giacchino - Ratatouille

- 2008 - A.R. Rahman - The Slumdog Millionaire
  - David Hirschfelder - Australia
  - John Powell - Horton Wears a Who!
  - Danny Elfman - Milk
  - David Arnold - Quantum of Solace
  - Thomas Newman - WALL-E

- 2009 - Rolfe Kent - Up in the Air
  - Gabriel Yared - Amelia
  - Marvin Hamlisch - The Informant
  - Elliot Goldenthal - Public Enemies
  - Michael Giacchino - Up
  - Carter Burwell and Karen O - Where the Wild Things Are

## Anii 2010
- 2010 - Hans Zimmer - Inception
  - A.R. Rahman - 127 Hours
  - Clint Mansell - Black Swan
  - Howard Shore - The Twilight Saga: Eclipse
  - Alexandre Desplat - Harry Potter and the Deathly Hallows: Part 1
  - James Newton Howard - Salt
  - Trent Reznor and Atticus Ross - The Social Network
  - Harry Gregson-Williams - Unstoppable

- 2011 - Marco Beltrami - Soul Surfer
  - Cliff Martinez - Drive
  - Alexandre Desplat - Harry Potter and the Deathly Hallows: Part 2
  - Michael Giacchino - Super 8
  - James Newton Howard - Water for Elephants
  - John Williams - War Horse